# Corrie Laddé

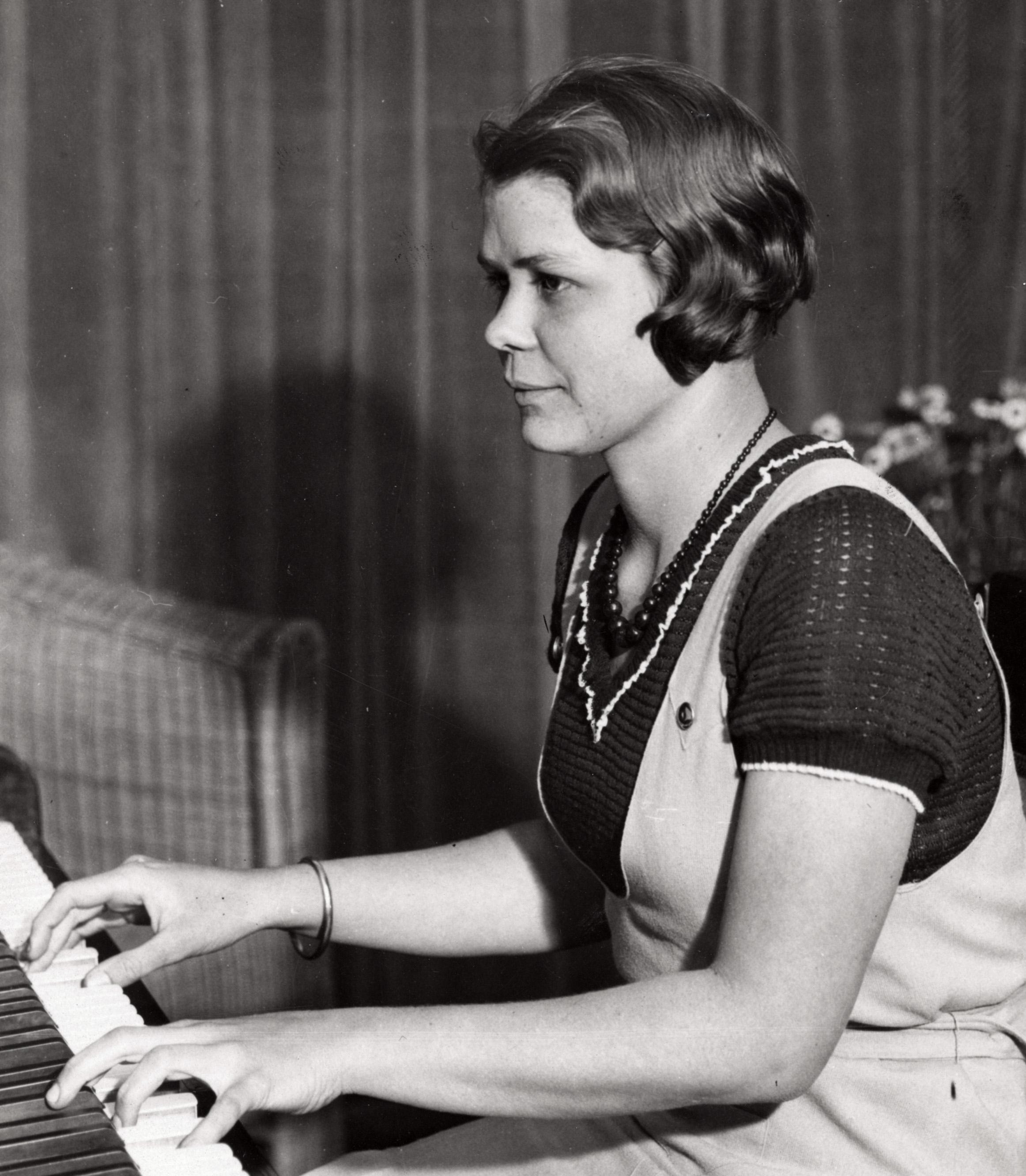
Corrie Laddé in 1932

Cornelia ("Corrie") Laddé (Batavia, 27 oktober 1915 – Bad Ischl, 18 september 1996) was een Nederlands zwemster.
Laddé maakte deel uit van het Nederlands team, dat verder bestond uit Willy den Ouden, Puck Oversloot en Rie Vierdag, dat op de Olympische Zomerspelen in 1932 een zilveren medaille behaalde op de 4x100 meter vrije slag estafette. De toen zestienjarige Laddé nam ook deel aan de 100 meter vrije slag. Ze was lid van de Amsterdamse zwemvereniging Het Y. In 1934 huwde ze in Amsterdam met Jacob Cornelis Voogd.